# Чорний трикутник (фільм)
«Чорний трикутник» (рос. «Черный треугольник») — радянський трисерійний телевізійний художній фільм 1981 року, режисера Тарасова Сергія Сергійовича. Історичний детектив.

## Сюжет
Стрічка знята за однойменним романом Юрія Михайловича Кларова
У січні 1918 року відбувається один з найгучніших злочинів перших років існування Радянської Росії, пограбована Патріарша ризниця Московського Кремля.
Розслідування ведеться новоутвореною радянською міліцією, для розслідування злочину створено групу під керівництвом Косачівським. У слідчих є лише одна ниточка — загублена кимось під вікнами ризниці табакерка з гербом роду Мессмер
У Москві почалися народні хвилювання. Духовенство закликає прихожан піднятися проти Антихриста, під яким маються на увазі більшовики.
Під час слідства з'ясовується, що Мессмер знайомий з Кербелем, ювеліром Патріаршої ризниці. У ювеліра проводиться обшук, а самого Мессмера вирішено заарештувати. Дізнавшись про плани чекістів, Василь Мессмер ховається від міліціонерів. В той же час у всіх ювелірних магазинах міста проводяться обшуки.
Під час розслідування викрадення цінностей в поле зору правоохоронних органів потрапляють Чуркін (на прізвисько Павук) і брати Прілетаєви, мешканці Саратова. В Саратов спрямована слідча бригада на чолі з інспектором Боріним, колишнім імперським слідчим. Чуркіна затримано, під час допиту він робить спробу до втечі. Борін пропонує Чуркіну надати допомогу слідству і тим самим полегшити власну долю. Чуркін, здає свого знайомого на прізвисько Мухомор, який був організатором пограбування Патріаршої ризниці, і переховується в Москві. Як в подальшому з'ясовується, Мухомор пов'язаний з московською федерацією анархістів.

## У ролях
- Григор'єв Костянтин Костянтинович — Леонід Борисович Косачівський, більшовик, співробітник міліції
- Ромашин Анатолій Володимирович — Віталій Олегович Борін
- Болотова Жанна Андріївна — Роза Штерн, один з керівників московської федерації анархістів
- Барнет Ольга Борисівна — Кет
- Кулагін Леонід Миколайович — барон Василь Мессмер
- Альгімантас Масюліс — Федір Карлович Кербель
- Хімічев Борис Петрович — архімандрит Димитрій
- Смирнов Юрій Миколайович — матрос Волжанин, співробітник міліції
- Чеботарьов Віктор Олексійович — П. В. Сухов, інспектор московської кримінально-розшукової міліції
- Миронов Олексій Іванович — Филимон Парфентійович Артюхін
- Хмельницький Борис Олексійович — анархіст Рітус
- Сафонов Всеволод Дмитрович — Дмитро Степанович Карташов
- Дупак Микола Лук'янович — Ричалов (озвучував  В'ячеслав Шалевич), голова московської ради народної міліції
- Мацкявічюте Антаніна — Матильда Карлівна
- Дубровін Юрій Дмитрович — Пушок
- Погоржельский Михайло Боніфаціевіч — генерал Мессмер
- Марков Леонід Васильович — «кримінальний авторитет» Микита Африканич Махов
- Соколовський Семен Григорович — Муратов
- Юхтін Геннадій Гаврилович — Анатолій Федорович Глазуков

### В епізодах
- Борисов, Віктор Олексійович
- Дворжецький Вацлав Янович — митрополит Антоній Храповицький
- Крилов Степан Іванович — протоієрей Восторгов
- Федоров Олег Павлович — монах
- Кулик Валентин Якович
- Привалов Володимир Миколайович
- Піцек Володимир Кіндратович
- Рєпіна Надія Олексіївна
- Хитров Станіслав Миколайович
- Винник Павло Борисович
- Марадішвілі Картлос
- Ізмайлов Олег Михайлович
- Совчіс Георгіос Яніс — Воловін
- Чекулаев Юрій Володимирович
- Сердцева Маргарита Олександрівна
- Швейц Харій Арвидович- Ахмед, охоронець Махова
- Акімов Володимир Володимирович
- Абрамов Анатолій Васильович
- Борисова Ірина Исаевна
- Володарський Едуард Якович
- Коняшин Олексій
- Савосин Олег Іванович — Чуркін
- Чулков, Геннадій Фролович
- Яловичі, Геннадій Михайлович — Гоша Челім, більярдіст
- Мигицко Сергій Григорович
- Фірсов Володимир Олександрович
- Сморчков Микола Гаврилович — міліціонер, колишній тесля

## Знімальна група
- Автор сценарію: Кларов Юрій Михайлович
- Режисер: Тищенко
- Режисер-постановник: Тарасов Сергій Сергійович
- Оператор: Біц Михайло Ісаакович
- Художники: Колганов Георгій Миколайович
- Композитор: Зів Михайло Павлович
- Диригент: Пєтухов Олександр Олександрович
- Звукооператор: Лія Беневольская
- Художник по костюмах: Тамара Каспарова
- Монтажер: Марина Добрянська
- Художник-гример: Людмила Раужіна
- Комбіновані зйомки:
  - оператор: Віктор Жанов
  - художник: Альберт Рудаченко
- Консультанти:
  - генерал-майор внутрішньої служби: І. С. Осипов
  - генерал-майор міліції: І. М. Мінаєв
- Редактор: Меренкова
- Музичний редактор: Міна Бланк
- Директор картини: Семен Кутіков

## Анархізм
Стрічка «Чорний трикутник», одна з небагатьох випущених у СРСР, де показується ранній період більшовицької Росії. Зокрема у стрічці показано ще на той час легально існуючі осередки анархістів. Зокрема згадується САМ (спілка анархістської молоді), аналог більшовицької «спілки комуністичної молоді».

## Цікаві факти
На світлині де зображено барона Василя Мессмера (грає Кулагін Леонід Миколайович), стоїть підпис «Кулагін».